# عبد المنعم الأعصر
عبد المنعم علي علي الأعصر طبيب وسياسي مصري، رئيس حزب الخضر المصري منذ أبريل 1999، عضو بمجلس الشورى من 24 يونيو 2001 لمدة ستة سنوات، ثم اختير مرة اخري بمجلس الشورى وعين للمرة الثانية علي التوالي. شارك في إنشاء الأكاديمية الطبية العسكرية وعين نائباً لرئيسها.

## حياته كطبيب
- بكالوريوس الطب والجراحة كلية طب القصر العيني دفعة ديسمبر 1952م،
- ماجستير الصحة المهنية وطب الصناعات من المعهد العالمي للصحة العامة جامعة الإسكندرية دفعة يوليو1958م.
- دبلوم الأمراض الباطنية العامة من كلية طب جامعة عين شمس دور إبريل 1965.
- دكتوراه طب بيولوجيا البيئة من المعهد العالي للصحة العامة جامعة الإسكندرية دفعة 1975.

## حياته العسكرية
- عمل بالقوات المسلحة كضابط طبيب من 8 أكتوبر 1955 حتي التقاعد في 1 يوليو 1985، أي ثلاثون عاماَ خدمة صافية بعد خدمة خمس سنوات في رتبة اللواء حضر خلالها جميع الحروب التي خاضتها القوات المسلحة.
- كعمل كنائب رئيس الأكاديمية الطبية العسكرية وزاوال مهنة الطب من عيادته الخاصة،
- اشرف علي أقسام طبية في عدة جهات مهمة أهمها (هيئة الاستثمار – شركة مصر للتأمين – مصنع وولتكس للأنسجة).
- اعتزل العمل الطبي منذ عام 2000م للتفرغ لعمله السياسي.

## حياته السياسية
- شارك في تأسيس حزب الخضر المصري منذ عام 1987 حتى صدور حكم المحكمة الإدارية العليا بتأسيسه عام 1990م،
- صعد سلم الكادر الحزبي من عضو الهيئة العليا للحزب إلي نائب رئيس الحزب إلي الرئيس المناوب للحزب ثم كرئيس.

## حياته الإجتماعية
- قام بتأسيس معهد الصحة والوقائيات،
- مارس العمل الاجتماعي منذ شبابه بداية مع هيئة التحرير في المؤسسة الصحية بالجمالية،
- كما مارس العمل الاجتماعي أيضا في المؤسسة الاجتماعية بالجمالية وذلك لمدة ثلاثون عاماَ

### الأوسمة
- حصل علي وسام الجمهورية من الدرجة الثانية وميدالية الخدمة الطويلة والقدوة الحسنة.
- حصل علي أوسمة ونياشين أخرى خلال فترة الخدمة بالقوات المسلحة.